# Вёкса (река, впадает в Сомино)
Вёкса — река в Переславском районе Ярославской области. Вытекает из Плещеева озера. Впадает в озеро Сомино, из которого вытекает река Нерль, впадающая в Волгу. Государственный водный реестр России рассматривает Вёксу вместе с Нерлью.
Высота истока — 137,4 м над уровнем моря. Высота устья — 134,7 м над уровнем моря. Уклон реки — 0,3 м/км.
Длина — 9 км. Исток Вёксы находится в северо-западной части Плещеева озера. В верхнем течение протекает по территории национального парка «Плещеево озеро». В средней части реки расположено село Купанское. В его нижней части река перегорожена плотиной. Других населённых пунктов на реке нет.
Течение реки быстрое, ширина на всём протяжении 20—30 метров. Вёкса судоходна для катеров и лодок на всём протяжении в двух участках от плотины.
В верхнем течении использование моторных лодок запрещено.
Этимология названия восходит к угро-финскому vuoksi — поток. Такое имя часто носят реки, вытекающие из озёр на севере России.